# Конгал Клайрінгнех
Конгал Клайрінгнех (ірл. Congal Cláiringnech) — Конгал Каліка, Конгал мак Рудрайге — верховний король Ірландії, король Уладу (Ольстеру). Час правління: 135—120 до н. е. (згідно з «Історією Ірландії» Джеффрі Кітінга) або 184—169 до н. е. (відповідно до «Хроніки Чотирьох Майстрів»). Син Рудрайге (ірл. Rudraige).  Брат Бресала Бо-Дібада (ірл. Bresal Bó-Díbad) – верховного короля Ірландії, якого вбив Лугайд Луайгне (ірл. Lugaid Luaigne). 

## Прихід до влади
Верховним королем Ірландії був Лугайд Луайгне. Конгал Клайрінгнех в цей час правив у королівстві Улад. Але не був там єдиним правителем — владу розділяв з Фергусом мак Леті (ірл. Fergus mac Léti). Конгал Клайрінгнех правив північною частиною Уладу, Фергус — південною частиною Уладу. Жителі королівства Улад були проти того, щоб ними правили два королі і королівство було розділене. Питання про владу було подане на суд верховного короля Ірландії в Тарі. Лугайд вирішив передати всю владу в королівстві Улад Фергусу, закохавшись у його дочку. Конгалу як компенсацію надали золото, землю та високий титул. Але Конгал не погодився з таким рішенням і оголосив війну. Його підтримали деякі ватажки кланів Уладу, у тому числі Фергус мак Ройг та Брікріу (ірл. Fergus mac Róich, Bricriu), а також знайшлись союзники з інших васальних королівств Ірландії та з Альби (нинішньої Шотландії). Фергус мак Леті також закликав на допомогу своїх союзників, в тому числі Фахтна Фахах (ірл. Fachtna Fáthach) з Уладу, Кета мак Магаха (ірл. Cet mac Mágach) з Коннахту, Месгегра (ірл. Mesgegra) з Лейнстеру. Війна була важка і кровопролитна – були великі втрати з обох сторін. 
Конгал спорудив великий флот і вирушив у Лохланн (нинішню Норвегію) — шукати нових союзників. Там Конгал одружився з Беюдою (ірл. Beiuda) — дочкою короля Лохланну і з 20 000 скандинавських воїнів вирушив в Ірландію. По дорозі вони завернули в Британію, де отримали чимало перемог і знайшли нових союзників. Потім висадився з армією на узбережжі Уладу. 
Конгал дізнався, що його ворог Фергус мак Леті зупинився в будинку Еохайда Салбуйде (ірл. Eochaid Sálbuide). Будинок оточили і почали штурмувати, потім підпалили. Але Фергус та Еохайд встигли втекти. Конгал вирішив йти війною на верховного короля Ірландії і здобути собі трон. Відбулась страшна і кровопролитна битва, в якій переміг Конгал і відтяв голову королю Лугайду. Після цього Конгал Клайрінгнех оголосив себе верховним королем Ірландії, ірл. Ard Rí. Фергус мак Леті приїхав в Тару миритися з Конгалом. Конгал Клайрінгнех прийняв мир, але відібрав у Фергуса королівство Улад і передав владу в Уладі своєму брату Россу Руаду (ірл. Ross Ruad). 

## Правління
Конгал Клайрінгнех правив Ірландією протягом 15 або 16 років. Був вбитий онуком Лугайда Луайгне – Дуй Даллта Дедад (ірл. - Dui Dallta Dedad). 